# Domaradz (województwo opolskie)
Domaradz (niem. w latach 1936-1945 Dammfelde, wcześniej Dammratsch) – wieś w Polsce, położona w województwie opolskim, w powiecie namysłowskim, w gminie Pokój, nad Bogacicą.
W latach 1954–1961 wieś należała i była siedzibą władz gromady Domaradz, po jej zniesieniu w gromadzie Pokój. W latach 1975–1998 miejscowość administracyjnie należała do ówczesnego województwa opolskiego.

## Nazwa
W księdze łacińskiej Liber fundationis episcopatus Vratislaviensis (pol. Księga uposażeń biskupstwa wrocławskiego) spisanej za czasów biskupa Henryka z Wierzbna w latach 1295–1305 miejscowość wymieniona jest w zlatynizowanej formie Dameratcz.
Topograficzny opis Górnego Śląska z 1865 roku notuje miejscowość pod niemiecką nazwą Dammratsch notując również, że mieszkańcy mówią po polsku „Die Einwohner sprechen durchgehends polnisch”.
| SIMC    | Nazwa        | Rodzaj         |
| ------- | ------------ | -------------- |
| 0501883 | Jagienna     | część wsi      |
| 0501890 | Kozuby       | część wsi      |
| 0501914 | Paryż        | przysiółek wsi |
| 0501920 | Świercowskie | przysiółek wsi |
| 0501908 | Żabiniec     | część wsi      |

## Zabytki
Do wojewódzkiego rejestru zabytków wpisany jest:
- dom, z poł. XIX w. (nie istnieje).